# Mirza Varešanović
Mirza Varešanović, né le 31 mai 1972 à Sarajevo (Yougoslavie), est un footballeur bosnien, qui évoluait au poste de défenseur central au FK Sarajevo, aux Girondins de Bordeaux, à l'Olympiakos, à Bursaspor et au Rapid Vienne ainsi qu'en équipe de Bosnie-Herzégovine.
Varešanović ne marque aucun but lors de ses vingt-quatre sélections avec l'équipe de Bosnie-Herzégovine entre 1996 et 2001.

## Carrière joueur
- 1994-1995 :  FK Sarajevo
- 1995-déc. 1995 :  Girondins de Bordeaux
- jan. 1996-1966 :  SK Vorwärts Steyr
- 1996-1998 :  Olympiakos
- 1998-2000 :  Bursaspor
- 2000-déc. 2001 :  Rapid Vienne
- jan. 2002-2002 :  FK Sarajevo
- 2002-2003 :  Bursaspor
- 2003-2004 :  FK Sarajevo[1]

## Palmarès joueur

### En équipe nationale
- 24 sélections et 0 but avec la équipe de Bosnie-Herzégovine entre 1996 et 2001

### Avec l'Olympiakos
- Vainqueur du Championnat de Grèce en 1997 et 1998

### Avec le FK Sarajevo
- Vainqueur de la Coupe de Bosnie-Herzégovine en 2002

## Carrière entraineur
- 2010-2011 :  FK Sarajevo
- 2011-2012 :  Velez Mostar
- 2014-nov. 2015 :  FK Olimpic Sarajevo
- juin 2017-nov. 2017 :  FK Olimpic Sarajevo
- fév .2019-mai 2019 :  FK Tuzla City
- déc. 2022-juil. 2023 :  FK Sarajevo

## Palmarès entraineur
- Coupe de Bosnie-Herzégovine en 2015